# Nová holka
Nová holka (v anglickém originále New Girl) je americký televizní sitcom, jehož tvůrkyní je Elizabeth Meriwetherová. Seriál měl premiéru dne 20. září 2011 na stanici Fox a byl vysílán až do 15. května 2018. Celkem vzniklo v sedmi řadách 146 dílů. Seriál pojednává o praštěné učitelce Jess, kterou ztvárnila Zooey Deschanel, a jejích třech spolubydlících. Natáčel se ve městě Los Angeles a produkovaly jej společnosti Elizabeth Meriwether Pictures a 20th Century Fox Television.
Finální sedmá řada byla oznámena dne 14. května 2017. Skládá se z osmi dílů a vysílala se premiérově od 10. dubna 2018 do 15. května 2018.

## Příběh
Po rozchodu se svým přítelem se mladá Jess Dayová přestěhuje do bytu, který sdílí se třemi svobodnými muži – Coachem, Schmidtem a Nickem. S Jess se přistěhuje i její nejlepší kamarádka Cece Parekhová.

## Obsazení
- Zooey Deschanel jako Jessica Day
- Jake Johnson jako Nick Miller
- Max Greenfield jako Schmidt
- Damon Wayans Jr. jako Coach
- Hannah Simone jako Cece Parikh
- Lamorne Morris jako Winston Bishop
- Danielle a Rhiannon Rockoff jako Ruth

## Seznam dílů
| Řada | Díly | Premiéra v USA | Premiéra v USA  | Premiéra v ČR      | Premiéra v ČR      |
| Řada | Díly | První díl      | Poslední díl    | První díl          | Poslední díl       |
| ---- | ---- | -------------- | --------------- | ------------------ | ------------------ |
| 1    | 24   | 20. září 2011  | 8. května 2012  | 21. října 2013     | 21. listopadu 2013 |
| 2    | 25   | 25. září 2012  | 14. května 2013 | 22. listopadu 2013 | 26. prosince 2013  |
| 3    | 23   | 17. září 2013  | 6. května 2014  | 15. ledna 2016     | 1. února 2016      |
| 4    | 22   | 16. září 2014  | 5. května 2015  | 2. února 2016      | 16. února 2016     |
| 5    | 22   | 5. ledna 2016  | 10. května 2016 | 24. května 2017    | 2. srpna 2017      |
| 6    | 22   | 20. září 2016  | 4. dubna 2017   | 9. srpna 2017      | 18. října 2017     |
| 7    | 8    | 10. dubna 2018 | 15. května 2018 | nebylo vysíláno    | nebylo vysíláno    |